# 抄手胡同
39°54′06″N 116°22′23″E / 39.9016908°N 116.3730891°E
抄手胡同，是位于北京市西城区金融街街道的一条胡同。

## 简介
抄手胡同为曲折走向，南端东折至宣武门内大街，北至头发胡同。全长495米，平均宽4米。明朝称叉手胡同。清朝改称抄手胡同。1965年北京市整顿地名，将松林里并入，统称抄手胡同。
21世纪初，抄手胡同里的某座老宅被改造为繁星戏剧村。